# Sonnet 116

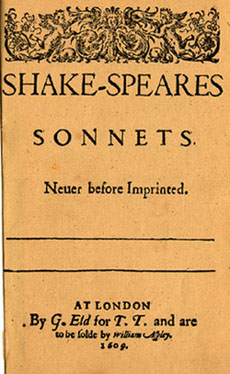
Sonnetten van Shakespeare 1609

Sonnet 116 is een sonnet van William Shakespeare dat voor het eerst werd gepubliceerd in 1609. Het is binnen het geheel van de sonnetten van Shakespeare wellicht een van de bekendste. Het sonnet wordt om thematiek en beginregels vaak geciteerd tijdens huwelijksvoltrekkingen en op bruiloften. Het bezingt de onveranderlijkheid van de liefde en gaat, anders dan de beginregels ervan doen vermoeden, niet over het huwelijk. Het sonnet behandelt juist de zielsverwantschap van mensen die los van het huwelijk (namelijk in the marriage of true minds) bestaat. Hier gaat het derhalve niet om een plechtigheid bij de burgerlijke stand, maar om iets dat – geheel los daarvan – werkelijkheid is.
De dichter richt zich trouwens net als in de voorgaande sonnetten tot een mooie jongeman (Fair Youth) die hij wil overtuigen van zijn liefde, waardoor de impediments uit de tweede versregel weleens zouden kunnen refereren aan de onmogelijkheid van een homoseksuele liefde in die tijd.
De Engelse dichter Wendy Cope - die veel bekende gedichten parodieerde - schreef een parodie op dit sonnet.

## Shakespeares tekst
| Sonnet 116 Let me not to the marriage of true minds Admit impediments. Love is not love Which alters when it alteration finds, Or bends with the remover to remove. O no, it is an ever fixèd mark That looks on tempests and is never shaken; It is the star to every wand'ring barque, Whose worth's unknown although his height be taken. Love's not time's fool, though rosy lips and cheeks Within his bending sickle's compass come; Love alters not with his brief hours and weeks, But bears it out even to the edge of doom. If this be error and upon me proved, I never writ, nor no man ever loved. |

## Vertaling
Laat mij niet tegen het huwelijk van twee toegenegen geesten
Bezwaar indienen. Liefde is liefde niet
Als zij zich temperen laat door de tempeesten,
Of gaat zodra men haar tot gaan gebiedt.
O nee, zij is een baken van bestendigheid
Dat in de storm onschokbaar op de baren ziet,
De ster die 't dolend schip naar zijn bestemming leidt;
Haar hoogte is meetbaar, maar haar waarde niet.
Liefde is niet de Nar van de Tijd, wiens zeis
Eerlang uit vurige lippen de gloed zal verdringen;
Van maand noch jaar raakt zij ooit van de wijs,
Ze is standvastig tot het einde aller dingen.
En wie dit woord met kracht van argumenten zal doen sneven,
Bewijst dat liefde leugen is en dat ik nimmer heb geschreven.
- Vertaling: Theobald Tiger

## Analyse
In de eerste twee versregels verwijst Shakespeare specifiek naar de huwelijksceremonie uit het Book of Common Prayer. De uitdrukking to admit impediments die al in de tweede regel wordt geïntroduceerd, verwijst naar het huwelijk van alle dag, waarin – in de christelijke traditie – werd gevraagd aan de gemeenschap of men wist van enig beletsel waarom het huwelijk niet zou kunnen worden voltrokken. Zulke beletselen konden bestaan door de wetenschap dat een der beide partners een ander bekende, of doordat er eerdere huwelijksbeloften waren gedaan door een der beide echtelieden. Shakespeare introduceert hier evenwel een andere verbintenis: die tussen mensen die – voorbeschikt – bij elkaar horen.
Deze platonisch gedachte verbintenis tussen twee zielen (hun huwelijk) dringt zich hier dus op als een onvermijdelijkheid, waarmee de wet zich niet te bemoeien heeft. In het vervolg van het gedicht wordt ook uitgelegd waarom. Echte liefde wordt er niet anders van wanneer er dingen veranderen, echte liefde verzet zich tegen alles wat haar wil doven. De liefde is een vast baken, dat alle stormen overziet. En een richt-ster voor ieder dolend schip op zee. Hoewel men haar hoogte kan meten, kan men haar waarde nooit schatten. De tijd is geen meester over de liefde, hoewel de zeis van de tijd iedere liefheid dreigt af te maaien. Maar de liefde verandert niet binnen weken of dagen, maar houdt vol tot het einde der tijden. Als dat – zoals het distichon van dit gedicht luidt – niet waar is, dan heb ik nooit geschreven, noch heeft iemand ooit iemand liefgehad. Wat de dichter verklaart in dit afsluitend couplet is een paradox: hij beweert hier immers dat wanneer wat hij zegt niet waar is, hij nooit geschreven heeft. Daarmee tracht hij de waarheid van de liefde te bevestigen.